# Advance pricing agreement
Een advance pricing agreement of een advance pricing arrangement (afgekort APA; in het Nederlands soms aangeduid als een voorafgaande afspraak over prijzen of een voorafgaande verrekenprijsafspraak) is een voorafgaande akkoord tussen een belastingplichtige en een belastingdienst over een geschikte transfer pricing-methodologie voor bepaalde transacties in een bepaalde tijd. Deze transacties worden de "gedekte transacties" genoemd.
APA's zijn een belangrijk instrument in de preventie van transfer pricing-geschillen.